# Hermannstädter Turnverein
Hermannstädter Turnverein (Roemeens: Societatea de Gimnastică Sibiu) was een Duitse sportclub uit de Roemeense stad Sibiu. De club werd op 30 oktober 1862 opgericht in Hermannstadt, een stad in het keizerrijk Oostenrijk, later Oostenrijk-Hongarije. In 1918 werd Hermannstadt een deel van het Koninkrijk Roemenië en nam dan de Roemeense naam Sibiu aan.

## Geschiedenis
De club hield zich aanvankelijk voornamelijk bezig met turnen. In 1891 werd de naam veranderd in Hermannstädter Männerturnverein. Nadat er ook steeds meer vrouwelijke leden kwamen werd de naam rond 1898 opnieuw veranderd in Hermannstädter Turnverein. Na de Eerste Wereldoorlog werd het voetbal ook belangrijk voor de club. 
In april 1920 werd de voetbalafdeling zelfstandig, daarna kwamen er ook nog andere sportafdelingen in schermen, tennis, handbal en zwemmen. 
De voetbalclub speelde in het regionale kampioenschap van Sibiu/Brașov en werd kampioen in 1925/26 en plaatste zich zo voor de eindronde om het Roemeense landskampioenschap. De club verloor echter in de eerste ronde van Juventus Boekarest. Ook het volgende seizoen plaatste de club zich voor de eindronde en kwam nu in de voorronde uit tegen Unirea Tricolor Boekarest en verloor met 2-3. De volgende twee seizoenen kon de club zich niet plaatsen maar in 1929/30 plaatste HTV zich opnieuw. In de kwartfinale werd de club van het veld gespeeld door Universitatea Cluj (7-0). In 1930/31 namen er slechts 5 clubs aan de eindronde deel, in tegenstelling tot twaalf in het voorgaande jaar. HTV moest de voorronde spelen tegen Crișana Oradea en won met 4-6. In de halve finale won de club met 4-2 van Makkabi Czernowitz. De club maakte kans om landskampioen te worden, maar verloor in de finale met 2-0 van UDR Reșița. 
In oktober 1934 kreeg de club een aanmaning van de Roemeense voetbalbond omdat bij wedstrijdaankondigingen steeds HTV stond en niet de Roemeense afkorting SG Sibiu. Door deze maatregel vroeg de Duitse minderheid zich in de media af of het wel correct was van de staat om zich te mengen in de naamgeving van sportverenigingen en of de geroemaniseerde naam wel verplicht was.
In 1934/35 was de club medeoprichter van de Divizia B, de tweede klasse. Er waren vijf reeksen van acht clubs en HTV werd kampioen in reeks IV. In de play-off, waar de vijf groepswinnaars speelden voor de promotie naar de Divizia A werd de club laatste. Na het volgende seizoen werd de tweede klasse van 40 clubs naar 26 clubs gebracht en de club degradeerde. Na één seizoen kon de club terugkeren, maar eindigde twee seizoenen onderaan de tabel. 
Tijdens de Tweede Wereldoorlog werd er weinig gevoetbald en enkel op plaatselijk niveau. Na de oorlog werd de vereniging door de nieuwe communistische machthebbers ontbonden. 